# C.J. Wester
C. J. Wester var en svensk målare och gåramålare verksam på senare hälften av 1800-talet.
Wester var en konstnärsbohem utan fast uppehållsort och syssla. Att han inte saknade konstnärlig begåvning visar den berömda Yxefallatavlan, en akvarell från 1879 med motiv från Yxefall i Kisa socken Östergötlands län som även är ett kulturhistoriskt viktigt dokument av en äldre svensk bytyp. Om Westers utbildning och levnadsförhållanden är inte mycket känt. Wester är representerad vid Östergötlands museum med akvarellen Eldsvådan vid Landtskyrkotorget 1857.